# Ascendancy (альбом)
Ascendancy — второй студийный альбом метал-группы Trivium, выпущен 15 марта 2005 года на Roadrunner Records. Является первым альбомом Trivium с гитаристом Кори Больё и басистом Паоло Греголетто. Был спродюсирован Джейсоном Суэкофом и фронтменом Мэттом Хифи. Включает четыре сингла «Like Light to the Flies», «Pull on the Strings of Your Martyr», «A Gunshot to the Head of Trepidation» и «Dying in Your Arms». Музыкальные видео были сняты на каждый из синглов. На песню «Rain» был снят рекламный ролик.

## Критика
Джонни Лофтус из Allmusic поставил 4 звезды из 5 и сказал: «Ascendancy сочетает настоящий трэш с сильными современными влияниями. Это платформа для безумного таланта Trivium».

## Список композиций
Все тексты написаны Хифи.
| №                   | Название                                    | Музыка              | Длительность |
| ------------------- | ------------------------------------------- | ------------------- | ------------ |
| 1.                  | «The End of Everything»                     | Хифи, Сьюкоф        | 1:20         |
| 2.                  | «Rain»                                      | Хифи, Бьёлье        | 4:11         |
| 3.                  | «Pull Harder on the Strings of Your Martyr» | Хифи, Бьёлье, Смит  | 4:51         |
| 4.                  | «Drowned and Torn Asunder»                  | Хифи, Бьёлье        | 4:17         |
| 5.                  | «Ascendancy»                                | Хифи                | 4:25         |
| 6.                  | «A Gunshot to the Head of Trepidation»      | Хифи, Бьёлье        | 5:55         |
| 7.                  | «Like Light to the Flies»                   | Хифи, Бьёлье        | 5:40         |
| 8.                  | «Dying in Your Arms»                        | Хифи                | 2:43         |
| 9.                  | «The Deceived»                              | Хифи, Бьёлье        | 5:11         |
| 10.                 | «Suffocating Sight»                         | Хифи                | 3:47         |
| 11.                 | «Departure»                                 | Хифи                | 5:41         |
| 12.                 | «Declaration»                               | Хифи                | 7:00         |
| Общая длительность: | Общая длительность:                         | Общая длительность: | 55:16        |

| №                   | Название                       | Длительность |
| ------------------- | ------------------------------ | ------------ |
| 13.                 | «Washing Away Me in the Tides» | 3:46         |
| Общая длительность: | Общая длительность:            | 59:02        |

| №                   | Название                              | Длительность |
| ------------------- | ------------------------------------- | ------------ |
| 13.                 | «Blinding Tears Will Break the Skies» | 5:10         |
| 14.                 | «Washing Away Me in the Tides»        | 3:46         |
| 15.                 | «Master of Puppets» (Metallica cover) | 8:11         |
| 16.                 | «Dying in Your Arms» (video mix)      | 3:05         |
| Общая длительность: | Общая длительность:                   | 75:19        |

## Чарты
| Чарт (2005)                      | Позиция |
| -------------------------------- | ------- |
| Великобритания (UK Albums Chart) | 79      |
| США (Billboard 200)              | 151     |

## Сертификации
| Регион | Сертификация | Продажи  |
| --- | ------------ | -------- |
| Великобритания (BPI) | Золотой      | 100 000^ |
| * Данные о продажах приведены только на основе сертификации. ^ Данные о тиражах приведены только на основе сертификации. |              |          |